# 烏龍 (地名)
烏龍，是台灣屏東縣新園鄉的一個傳統地域名稱，位於該鄉東南部。相較於今日行政區，其範圍大致包括烏龍村、興龍村、中洲村、南龍村、鹽埔村東大半部、共和村東半部、五房村東部、港西村西部、新園村東南部。

## 歷史
台灣日治初期，烏龍地區為一街庄，稱為「烏龍庄」，隸屬於新園里。該庄北及東北與新園庄為鄰，東南及南隔東港溪與內關帝庄、新街庄、東港街為界，西南邊臨台灣海峽，西邊為五房洲庄。
1901年（日治明治三十四年）11月，全台廢縣廳改設二十廳，該庄隸屬於阿猴廳（1903年改稱阿緱廳）。1903年（明治三十六年）6月，該庄編入「新園區」，隸屬於阿緱廳。1909年（明治四十二年）10月，合併二十廳為十二廳，新園區仍隸屬於阿緱廳。1920年（大正九年），全台地方制度大改正，廢十二廳改設五州二廳，該庄改制為「烏龍」大字，隸屬於高雄州東港郡新園庄。
戰後新園庄改制為新園鄉，隸屬於高雄縣，大字亦改制為村。1950年3月，新園鄉拆分出崁頂鄉，本地區仍隸屬新園鄉。1950年10月，高、屏分治，新園鄉改隸屬屏東縣。

## 聚落
本地區發展較早的聚落有烏龍、中洲仔、後廍仔、鹽埔仔，在日治期初期的官方地圖上已有記載。

## 交通
省道台17線又稱「西部濱海公路」，是甲南至水底寮的幹道，經過本地區烏龍聚落西南郊。由該道路（大方向）北行可前往高雄市林園區、小港區、前鎮區、高雄市中心等地；南行可前往東港鎮、林邊鄉、佳冬鄉、枋寮鄉，並止於水底寮的省道台1線路口。
省道台27線是荖濃至烏龍的幹道，其南側端點（終點）在本地區烏龍聚落南郊的省道台17線路口。由該道路北行可前往新園鄉新園市區東郊、萬丹鄉、屏東市、九如鄉/長治鄉交界地帶、鹽埔鄉、高樹鄉、高雄市六龜區，並止於下荖濃聚落的省道台20線路口。
鄉道屏62線是五房至港西的道路。
鄉道屏63線是新吉莊至東港的道路。
鄉道屏65線是港崗至烏龍的道路。

## 學校
- 烏龍國小
- 鹽洲國小
- 港西國小（西半部）

## 廟宇
- 百八番烏龍大聖公媽廟